# ارنستو سیسنروس
ارنستو سیسنروس (اسپانیایی: Ernesto Cisneros‎؛ زادهٔ ۲۶ اکتبر ۱۹۴۰) بازیکن فوتبال اهل مکزیک بود.
از باشگاه‌هایی که در آن بازی کرده‌است می‌توان به باشگاه فوتبال اطلس اشاره کرد.
وی همچنین در تیم ملی فوتبال مکزیک بازی کرده‌است.